# Avenal
Avenal és una població dels Estats Units a l'estat de Califòrnia. Segons el cens del 2010 tenia 16.236 habitants.

## Demografia
Segons el cens del 2000, Avenal tenia 15.689 habitants, 1.928 habitatges, i 1.640 famílies. La densitat de població era de 296,3 habitants per km².
Dels 1.928 habitatges en un 60,2% hi vivien nens de menys de 18 anys, en un 58,5% hi vivien parelles casades, en un 16,8% dones solteres, i en un 14,9% no eren unitats familiars. En l'11,3% dels habitatges hi vivien persones soles el 4,7% de les quals corresponia a persones de 65 anys o més que vivien soles. El nombre mitjà de persones vivint en cada habitatge era de 4,14 i el nombre mitjà de persones que vivien en cada família era de 4,3.
Per edats la població es repartia de la següent manera: un 21,9% tenia menys de 18 anys, un 13,5% entre 18 i 24, un 46,5% entre 25 i 44, un 15% de 45 a 60 i un 3,3% 65 anys o més.
L'edat mediana era de 31 anys. Per cada 100 dones de 18 o més anys hi havia 403,5 homes.
La renda mediana per habitatge era de 29.710 $ i la renda mediana per família de 28.019 $. Els homes tenien una renda mediana de 30.802 $ mentre que les dones 20.852 $. La renda per capita de la població era de 14.090 $. Entorn del 28,3% de les famílies i el 30,7% de la població estaven per davall del llindar de pobresa.

## Poblacions més properes
El següent diagrama mostra les poblacions més properes.